# میخائیل گوتسریف
میخائیل صفربکویچ گوتسریف (روسی: Михаи́л Сафарбе́кович Гуцери́ев؛ زادهٔ ۹ مارس ۱۹۵۸) سیاستمدار، سرمایه‌دار، کارآفرین و اقتصاددان اهل روسیه است، که بعنوان مالک و رئیس هیئت مدیره شرکت راس‌نفت فعالیت می‌کند. وی همچنین برندهٔ جوایزی همچون نشان دوستی شده‌است.